# Фоменко Олександр Олександрович
Олександр Олександрович Фоменко (нар. 8 січня 1964, Миколаїв, УРСР) — радянський та український футболіст, захисник, пізніше — тренер.

## Життєпис
Уродженець Миколаєва. Футболом почав займатися в 1974 році в міській ДЮСШ № 3, перший тренер Володимир Восковський. У дорослому футболі дебютував в 17-річному віці в команді місцевого «Суднобудівника», який в терміновому порядку був змушений омолоджувати склад через обмеження числа гравців старше 25 років до 4 осіб, яке напередодні вступило в силу. Перший матч - 8 квітня 1981 року в матчі зі «Стаханівцем» (Стаханов), вийшов на заміну замість Євгена Галущенка. Перший свій м'яч забив 15 травня в ворота «Зірки» (Кіровоград). У миколаївській команді провів 208 матчів в чемпіонатах СРСР та України. Ставав срібним призером чемпіонату УРСР 1990 року. 1990 року виступав також за «Водник» та «Маяк»
6 березня 1992 року в складі «корабелів» у грі проти «Темпу» дебютував у вищій лізі чемпіонату України (всього 18 матчів). У 1993 році виступав у командах «Артанія» (Очаків), «Таврія» (Херсон) та «Меліоратор» (Каховка). 
У 1994 році перейшов до «Поліграфтехніки» (Олександрія), яка на той час виступала в першій лізі чемпіонату України. Дебютував за олександрійську команду 27 березня 1994 року в переможному (1:0) домашньому поєдинку 21-го туру проти чортківського «Кристалу». Олександр вийшов на поле на 69-ій хвилині, замінивши Олександра Оголюка. Єдиним голом у футболці поліграфів відзначився 30 травня 1994 року на 62-ій хвилині переможного (5:0) домашнього поєдинку 33-го туру першої ліги чемпіонату України проти «Артанії». Фоменко вийшов на поле на 61-ій хвилині, замінивши Олександра Оголюка. У футболці олександрійського клубу зіграв 16 матчів (1 гол).
1994 року повернувся до «Артанії». У 1995 році виступав у клубах «Олімпія ФК АЕС» (Южноукраїнськ) та «Портовик» (Іллічівськ).